# Georg Arbogast von und zu Franckenstein
Georg Arbogast von und zu Franckenstein (magyarosan: Franckenstein György Arbogast, báró), (Würzburg, 1825. július 2. – 1890. január 22.) német politikus, a centrum-párt elnöke.

## Életpályája
Jogot végzett, azután gazdálkodott és csak 1848 után lépett a politikai pályára. A bajor urak házában a klerikális hazafiak vezéreként működött és még az 1870. évi porosz–francia háborúban való részvétel ellen is szavazott, amint Bajorországnak a német birodalomba való belépését is szerette volna megakadályozni. De azután megnyugodott ezekben és állandó tagja volt a német birodalmi gyűlésnek, amely őt ismételten az alelnöki székbe emelte. Mint a katolikus centrumpárt egyik vezére, minden fontosabb javaslattal szemben tolmácsolta a párt nézetét. Az 1879. évi védővám-politika tárgyalásakor a birodalmi gyűlés az ő indítványát emelte törvényerőre, mely szerint a vámok és a dohányadóból befolyó 130 millió márkát felülmúló összeg a lakosság számához mért arányban az egyes országok közé felosztandó.